# عزيزة (مسلسل تلفزيوني)
عزيزة هو مسلسل تلفزيوني عراقي عرض في عام 1993.

## الممثلون
- عبير فريد
- ستار خضير
- رياض شهيد
- سامي قفطان
- التفات عزيز
- عواطف السلمان
- خالد علي